# Enfants de Marie Immaculée
Pour les articles homonymes, voir JM.
L’association des Enfants de Marie immaculée, fondée en 1837 par les Filles de la charité et les Lazaristes, rassemble des adolescentes du milieu populaire pour former une élite de piété. En 1966, l'association prend le nom de Jeunesse Mariale, ou JM. En 2009, la dénomination internationale Jeunesse Mariale Vincentienne (JMV) est adoptée en France.

## Historique

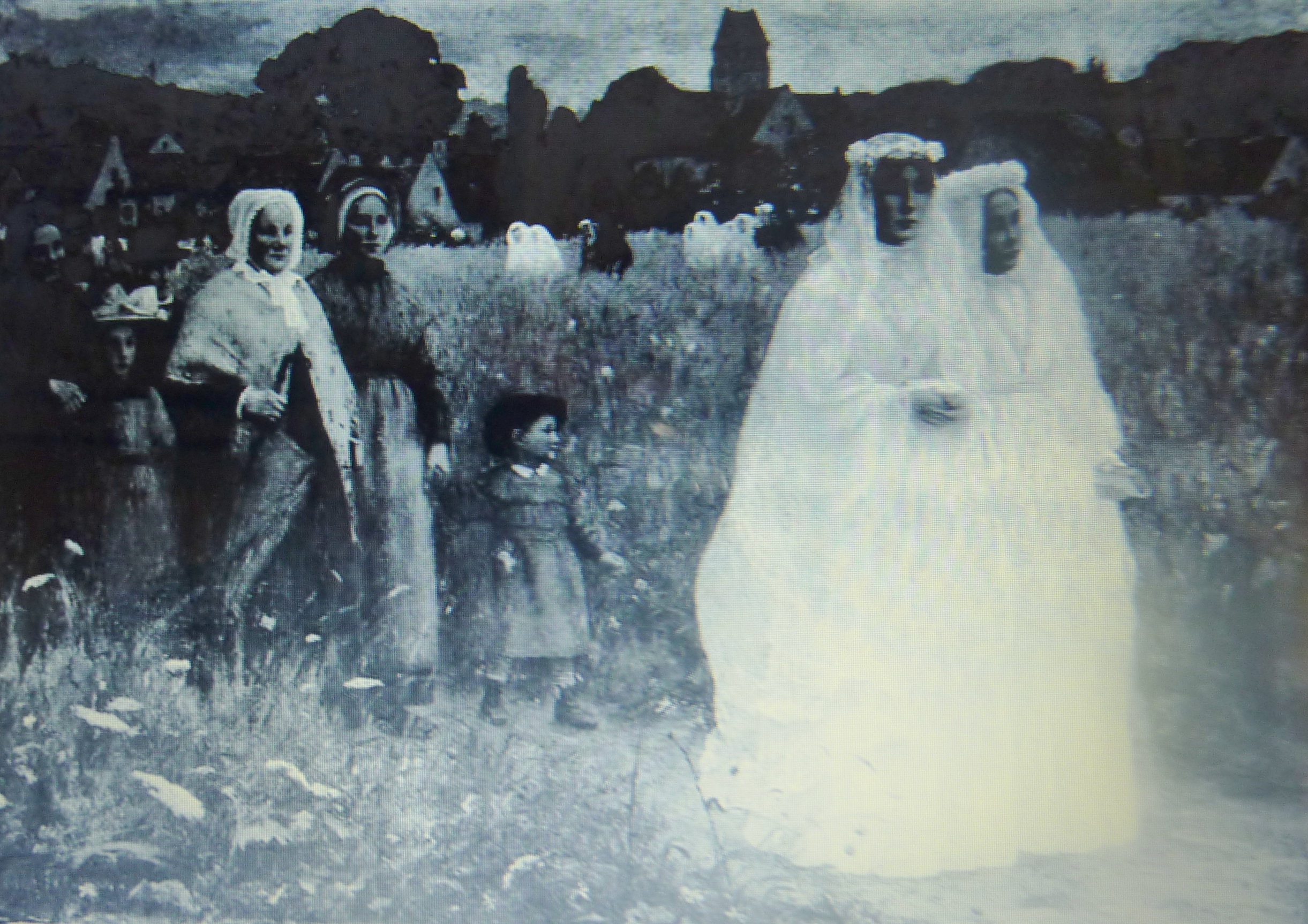
Henri Guinier : Un dimanche, enfants de Marie (photo en noir et blanc par François Antoine Vizzavona d'un tableau en couleur, palais des Beaux-Arts de Lille).

Dès 1641, les Filles de la charité assurent la formation religieuse des orphelines, des élèves ou des apprenties couturières qu'elles reçoivent dans leurs établissements. En 1830, dans la maison-mère des religieuses, rue du Bac à Paris, Catherine Labouré, encore novice, a une vision : la Vierge Marie lui demande notamment de « fonder un ordre, une confrérie d’enfants de Marie ».
En 1837, l'association des Enfants de Marie immaculée est créée par les Filles de la charité et les Lazaristes, elle a pour céleste patronne sainte Philomène. Il s'agit d'offrir un enseignement religieux plus poussé à des enfants susceptibles de former une élite de piété. En 1847, l'association  est reconnue comme pieuse association par le Saint-Siège. Elle se répand dans le monde entier.
Le roman Clochemerle qui se déroule en 1923 dans le Beaujolais mentionne les Enfants de Marie de la commune, qui portent un cordon et se rendent régulièrement à l'église. 

### Jeunesse Mariale
En 1966, l'association décide de se recentrer sur les jeunes, et prend le nom de Jeunesse mariale (tandis que les membres adultes se regroupent dans les Amitiés mariales). Présent dans une cinquantaine de pays, ce mouvement compte près de 150 000 membres.